# Hermann Jaquet
Pour les articles homonymes, voir Jaquet.
Hermann Jaquet, né le 12 mars 1892 à Yverdon-les-Bains et décédé le 17 juin 1959 à Genève, est un homme politique suisse membre du Parti socialiste.

## Biographie
Fonctionnaire postal, Jaquet se fixe à Genève en 1913 et se consacre à l'organisation professionnelle de sa catégorie de travailleurs.
Député au Grand Conseil genevois entre 1919 et 1925 et conseiller municipal de la commune des Eaux-Vives entre 1922 et 1924, il est élu conseiller d'État en 1924. Durant six ans, il prend en charge le département de l'assistance, de l'hygiène et des assurances sociales.
Membre du conseil d'administration de la Caisse d'épargne de Genève de 1921 à 1930, il cessera toute fonction publique pour cause de maladie en 1930.

## Sources
- « Hermann Jaquet » dans le Dictionnaire historique de la Suisse en ligne.